# Stykkið
Stykkið este un sătuc din Insulele Faroe, care în 2002 număra 41 de locuitori.